# هم آ
هم آ (به انگلیسی: Heme A) با فرمول شیمیایی C49H56O6N4Fe یک ترکیب شیمیایی با شناسه پاب‌کم 5288529 است. که جرم مولی آن ۸۵۲٫۸۳۷ گرم بر مول می‌باشد. 